# 2 février 1901
Le samedi 2 février 1901 est le 33e jour de l'année 1901.

## Naissances
- Jean Boyer (mort le 24 novembre 1981), footballeur français
- Alberto Sartoris (mort le 8 mars 1998), architecte
- Jascha Heifetz (mort le 10 décembre 1987), violoniste
- Jacques Basyn (mort le 17 février 1982), avocat et homme politique belge
- Gerhard Hüsch (mort le 23 novembre 1984), baryton allemand
- Pierre Lambert (mort le 30 novembre 1973), militant socialiste et résistant français
- Asaakira Kuni (mort le 7 décembre 1959), troisième chef de la Kuni-no-miya
- Valérian Pidmohylny (mort le 3 novembre 1937), écrivain ukrainien

## Décès
- Émile-Marie Bodinier (né le 21 février 1842), prêtre catholique missionnaire et botaniste français
- Marko Miljanov (né le 25 avril 1833), guerrier et poète monténégrin
- François-Tommy Perrens (né le 20 septembre 1822), historien et universitaire français